# Ogcodes coffeatus
Ogcodes coffeatus är en tvåvingeart som beskrevs av Speiser 1920. Ogcodes coffeatus ingår i släktet Ogcodes och familjen kulflugor. Inga underarter finns listade i Catalogue of Life.